# Kim Seung-yong
Kim Seung-yong est un footballeur sud-coréen né le 14 mars 1985.